# Visoncourt
Visoncourt é uma comuna francesa na região administrativa de Borgonha-Franco-Condado, no departamento de Alto Sona. Estende-se por uma área de 4,52 km². Em 2010 a comuna tinha 42 habitantes (densidade: 9,3 hab./km²).